# Verbundgeschäft
Ein Verbundgeschäft – auch Koppelgeschäft genannt – liegt immer dann vor, wenn der Abschluss eines Geschäftes (Vertrages) den Abschluss eines zweiten Geschäftes (Vertrages) zwingend beinhaltet und damit eine direkte Abhängigkeit zwischen den Geschäften bzw. Verträgen hergestellt ist. Sofern es sich um die Kombination aus einem Kauf eines Produktes oder einer Dienstleistung durch einen Verbraucher und einem Kredit handelt, spricht man von einem verbundenen Geschäft.
Diese Geschäfte weisen eine Reihe von rechtlichen Besonderheiten auf.

## Zugaben
Der gekoppelte Verkauf mehrerer Produkte oder Dienstleistungen, sofern diese nicht in einem engen fachlichen Zusammenhang stehen (z. B. ein Fernseher und die dazugehörende Fernbedienung) erschweren dem Kunden den Preisvergleich. Daher waren nach der Zugabeverordnung derartige Koppelgeschäfte mit Endverbrauchern weitgehend verboten. Mit der Abschaffung der Zugabeverordnung im Jahr 2001 wurde die Möglichkeit von Verbundgeschäften grundsätzlich erlaubt. Jedoch bleiben diese dann als unlauterer Wettbewerb unzulässig, wenn Verbraucher über den wirklichen Wert des Angebots getäuscht oder zumindest unzureichend informiert würden.
Rechtswidrige und untersagte Koppelgeschäfte sind: wenn beispielsweise ein Kreditinstitut die Gewährung eines Konsumentendarlehns davon abhängig machen, dass zusätzlich eine private Unfallversicherung oder irgendein anderes Finanzprodukt des Portfolios zu kaufen sind.

## Widerrufsrecht
Gerade bei Verbundgeschäften zwischen Krediten und anderen Produkten oder Dienstleistungen besteht die Notwendigkeit, dem Verbraucher beim Widerruf des einen Geschäftes die Möglichkeit einzuräumen, auch das andere widerrufen zu können (§ 358 BGB). Hauptartikel hierzu: Verbundenes Geschäft.

## Einzelne Produkte

### Ratenkredite und Restschuldversicherungen
Würden Banken den Abschluss von Ratenkrediten zwingend vom Abschluss von Restschuldversicherungen abhängig machen, so müssten die Kosten der Restschuldversicherung in den anzugebenden Effektivzins eingerechnet werden müssen. Um dies zu verhindern, ist der Abschluss einer Restschuldversicherung offiziell bei allen Banken freiwillig.
Derartige Abhängigkeiten erfüllen – insbesondere bei Kapitalanlage- und Finanzgeschäften – sehr häufig den Tatbestand der Sittenwidrigkeit. Wird der Tatbestand der Sittenwidrigkeit zweifelsfrei, z. B. auf gerichtlichem Wege festgestellt, so führt dieses in der Regel nicht nur zum Schadenersatz des Geschäftemachers gegenüber dem Vertragschließenden, sondern auch zur rückwirkenden Aufhebung des geschlossenen Geschäftes.
Zugleich wird beim Geschäftemacher unter Umständen die Beratungshaftung gegenüber dem Abschließenden ausgelöst, woraus sich zusätzliche Schadenersatzansprüche ergeben können.

## Rechtsprechung
Die bisherige Rechtsprechung – in Deutschland insbesondere durch den BGH – ist hier sehr eindeutig. Die nachfolgend genannten Urteile haben direkte Auswirkungen auf die Ausbildung von Bank- und Versicherungskaufleuten.
- BGH, Urteil vom 13. Januar 2000, Az. III ZR 62/99, Volltext
- BGH, Urteil vom 20. Mai 2003, Az. XI ZR 248/02, Volltext
- BGH Urteil vom 3. Dezember 2007, Az. II ZR 21/06, Volltext